# Ichneumon similaris
Ichneumon similaris là một loài tò vò trong họ Ichneumonidae.